# 田口貫太
田口 貫太（たぐち かんた、2003年〈平成15年〉12月10日 - ）は、日本中央競馬会（JRA）所属の騎手。
父・輝彦は笠松競馬所属の元騎手で現調教師、母・広美も笠松競馬所属の元騎手であった。

## 略歴

### 騎手デビューまで
2003年、岐阜県羽島郡岐南町に生まれる。父・輝彦がアニメ『一発貫太くん』のファンで、主人公の名前をとり「貫太」と命名された。
幼少期はプロ野球選手になりたいと考えており、小学4年生の時に硬式野球を始める。両親は内心では騎手になることを薦めたがっていたが、「息子の意思を尊重したい」として強要はしなかった。
2017年、中学2年生の時に日本ダービーを現地で観戦。この時スワーヴリチャードに感銘を受け、以降騎手を志す。スワーヴリチャードが優勝した翌2018年の大阪杯では、口取り式にも参加した。
2018年、競馬学校を受験。当時まだ野球に注力していたこともあり、十分な準備ができず不合格となる。その後1年間は三田馬事公苑に住み込みで働きつつ定時制高校に通った。
翌2019年に競馬学校を再受験し合格、2020年に第39期生として入学。同期に河原田菜々、小林勝太、小林美駒、佐藤翔馬などがいる。

### 騎手時代
2023年2月に騎手免許を取得。中央競馬において騎手経験者の両親を持つ子の騎手免許取得は初となった。所属は栗東の大橋勇樹厩舎となった。
同年3月4日、阪神競馬第1競走・3歳未勝利戦で初騎乗。クリノクリスタル（5番人気）に騎乗し2着。初勝利は3月26日の阪神第1競走・3歳未勝利戦（レッツゴーローズ/1番人気）で挙げた。8月20日、北九州記念で重賞初騎乗。10月14日には京都第1競走・2歳未勝利戦でドレシャスに騎乗し勝利。この時点で中央・地方あわせて合計31勝を達成し、GI競走への騎乗が可能となる。12月10日、阪神ジュベナイルフィリーズではニュージェネラルに騎乗し、第39期生のGI騎乗一番乗りとなった。またこの日は田口の20歳の誕生日でもあった。最終的に年間35勝を挙げ、JRA賞最多勝利新人騎手と中央競馬関西放送記者クラブ賞を受賞。
2024年6月12日、川崎競馬場で行われたダートグレード競走・関東オークス（JpnII）でアンデスビエントに騎乗、単勝1番人気に推された。レースはスタートから好発を決めて先頭に立ちペースを握る。2周目3コーナーで一旦後続に詰められる場面はあったものの、直線入口でスパートして最後は後続を突き放し1着でゴール、デビューから1年3ヶ月にて重賞初勝利を挙げた。なお、この日は母・広美の誕生日でもあった。同年7月4週目から2か月間、武者修行のためフランス遠征。受け入れ先はシャンティイ競馬場に厩舎を構える小林智調教師。8月4日、海外初騎乗となるルリオンダンジェ競馬場の6R・一般レース(芝3000m)では小林智厩舎管理のサクラチャンに騎乗して9頭立ての3着。9月15日、ロワイヤン競馬場の3R、ロワイヤン賞（クラス3、芝2900メートル）でサクラチャンに騎乗し、海外初勝利を挙げ、5Rでは同じく小林智厩舎の管理馬ワッサーファルブとのコンビで2勝目を挙げた。

## エピソード
- 座右の銘は「明日の自分は今日より強く」[10]。
- 目標とする騎手に北村友一を挙げている[10]。「騎乗姿勢や普段からストイックなところに憧れる」と語っている。
- ロックバンドUVERworldのファンを公言しており、同バンドのボーカル・TAKUYA∞が毎日10kmのランニングをしていることに影響され、田口も毎日10kmのランニングを行っている[3]。

## 成績
|                 | 日付           | 競馬場・開催   | レース名     | 騎乗馬           | 頭数 | 人気 | 着順 |
| --------------- | -------------- | -------------- | ------------ | ---------------- | ---- | ---- | ---- |
| 初騎乗          | 2023年03月04日 | 1回阪神07日01R | 3歳未勝利    | クリノクリスタル | 13   | 5    | 2    |
| 初勝利          | 2023年03月26日 | 2回阪神02日01R | 3歳未勝利    | レッツゴーローズ | 11   | 1    | 1    |
| 重賞初騎乗      | 2023年08月20日 | 3回小倉04日11R | 北九州記念   | クリノマジン     | 18   | 12   | 12   |
| 重賞初勝利      | 2024年06月12日 | 3回川崎03日11R | 関東オークス | アンデスビエント | 11   | 1    | 1    |
| JRA・重賞初勝利 |                |                |              |                  |      |      |      |
| GI級初騎乗      | 2023年12月10日 | 5回阪神04日11R | 阪神JF       | ニュージェネラル | 18   | 16   | 17   |
| GI級初勝利      |                |                |              |                  |      |      |      |

### 年度別成績
- 2025年5月16日現在。出典：[11][12]

| 年度   | 中央 | 中央 | 中央 | 中央   | 中央 | 中央   | 中央   | 地方・海外 | 地方・海外 | 地方・海外 | 地方・海外 | 地方・海外 | 地方・海外 | 地方・海外 |
| 年度   | 1着  | 2着  | 3着  | 騎乗数 | 勝率 | 連対率 | 複勝率 | 1着        | 2着        | 3着        | 騎乗数     | 勝率       | 連対率     | 複勝率     |
| ------ | ---- | ---- | ---- | ------ | ---- | ------ | ------ | ---------- | ---------- | ---------- | ---------- | ---------- | ---------- | ---------- |
| 2023年 | 35   | 35   | 31   | 595    | .059 | .118   | .170   | 14         | 7          | 12         | 76         | .184       | .276       | .434       |
| 2024年 | 40   | 54   | 56   | 789    | .051 | .119   | .190   | 13 (海外2) | 5 (海外1)  | 7          | 46 (海外5) | .283       | .391       | .543       |
| 2025年 | 11   | 22   | 24   | 287    | .038 | .115   | .199   | 4          | 2          | 3          | 24         | .167       | .250       | .375       |
| 合計   | 86   | 111  | 111  | 1671   | .051 | .118   | .184   | 31         | 14         | 22         | 146        | .212       | .308       | .459       |

### 表彰
- 中央競馬関西放送記者クラブ賞（2023年）
- JRA賞最多勝利新人騎手（2023年）

## 主な騎乗馬
- アンデスビエント（2024年関東オークス）